# Darapsa
Darapsa  (лат.) — род бабочек подсемейства Длинноязычные семейства бражников. Виды этого рода обитают в Северной Америке от Канады до Мексики.

## Виды
В род Darapsa входят три вида бражников:
- Darapsa choerilus (Cramer, 1779) — США, юг Канады
- Darapsa myron (Cramer, 1779) — восток и юг США, Мексика
- Darapsa versicolor (Harris, 1839) — восточная часть Северной Америки